# Joakim Paasikivi
Joakim Kusti Paasikivi, född 20 augusti 1960 i Finska församlingen i Stockholm, är en svensk militär. 

## Biografi
Paasikivi, som har en finländsk far och en estnisk mor, är född som finländsk medborgare. Paasikivi genomförde 1979–1980 värnpliktsutbildning i kontingent 2/1979 på första jägarkompaniet vid svenskspråkiga Nylands brigad i Finland och, efter att ha sökt och fått svenskt (dubbelt) medborgarskap, på Norrlands dragonregemente i Sverige. Han avlade officersexamen vid Krigsskolan 1987 och utnämndes samma år till officer i armén, där han befordrades till kapten 1993. I slutet av 1990-talet tjänstgjorde han vid Svea livgarde.
Han har bland annat varit lärare vid Baltic Defence College i Estland och var chef för Malidesken vid Nationella underrättelseenheten inom Militära underrättelse- och säkerhetstjänsten i Högkvarteret 2014–2018. Han var därefter överstelöjtnant och lärare i militär strategi vid Försvarshögskolan i Stockholm. Från 2024 är Paasikivi rådgivare på advokatbyrån Mannheimer Swartling
Paasikivi blev offentligt känd i februari 2022, då han ofta började anlitas av svenska medier för att som expert kommentera det ryska angreppskriget på Ukraina. Han gick i pension sommaren 2024.
Joakim Paasikivi är sonsons son till Finlands president Juho Kusti Paasikivi.